# CQD
CQD — міжнародний сигнал лиха в радіотелеграфному зв'язку (з використанням азбуки Морзе).

Використовувався офіційно до 3 листопада 1906 року — в цей день було підписано ухвалу другої Міжнародної радіотелеграфної конвенції, котра набула сили 1 червня 1908 року. Згідно з цією ухвалою, міжнародним сигналом тривоги став сигнал SOS ( • • •  − − −  • • • ). До цього використовувалось декілька сигналів тривоги, найпоширенішим з яких був CQD (−•−•  −−•−  −••).
Проте, навіть після цього існував деякий опір серед операторів проти нового сигналу, і навіть у квітні 1912 року, під час катастрофи лайнера «Титанік», корабельні оператори передавали як сигнали CQD, так і SOS.

Історія використання сигналу завершилась 1 лютого 1999 року, коли ухвалою Міжнародної морської організації сигнали тривоги, зокрема сигнал SOS замінено автоматизованою системою повідомлення про лихо, замкненою на глобальну мережу космічних сателітів. Вона дозволяє миттєво визначити місце корабельної катастрофи з точністю до 200 метрів.